# Multimodale

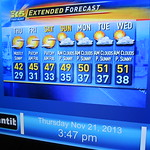
Esempio di multimodalità: una previsione meteorologica televisiva (media) implica la comprensione della lingua parlata, della lingua scritta, del linguaggio specifico del tempo (come le scale di temperatura), della geografia e dei simboli (nuvole, sole, pioggia, ecc.).

Per Multimodale si intende l'applicazione di molteplici alfabetizzazioni all’interno di un unico mezzo. Molteplici alfabetizzazioni o "modalità" contribuiscono alla comprensione di una composizione da parte del pubblico.
Rifacendosi all'etimologia si può dire che multimodale fa riferimento al modo di comunicare piuttosto che allo strumento, al medium. Conseguentemente la televisione e il cinema sono due media multimodali,  in quanto comunicano attraverso il suono, attraverso le immagini e talvolta attraverso i testi; la radio invece è un medium monomodale in quanto comunica solamente attraverso il suono.
L'utilizzo del termine "multimodale" propone un cambio di prospettiva culturale nel dibattito sui nuovi media, sposta l'attenzione dall'aspetto mediale-strumentale alle loro caratteristiche e alle loro modalità di comunicazione. Multimodale, rispetto a multimediale, vuole affermare la necessità di indagare non più sul veicolo o la tecnologia di trasmissione della comunicazione, ma sul modo in cui si veicola la comunicazione, il modo in cui la si struttura rispetto all'utente e, cioè, sul progetto.